# 彼得·祖積
彼得·祖積（德語：Peter Žulj；1993年1月9日—）是一位奧地利足球運動員。在場上的位置是中場。他現在效力於中超球隊長春亞泰。他的哥哥羅伯特·祖積也是一位足球運動員。
2019年1月，祖積與安德列治簽約三年半。